# Вилакјара
Вилакјара (итал. Villachiara) је насеље у Италији у округу Бреша, региону Ломбардија.
Према процени из 2011. у насељу је живело 1068 становника. Насеље се налази на надморској висини од 74 м.

## Становништво
| 1951. | 1961. | 1971. | 1981. | 1991. | 2001. | 2011. |
| ----- | ----- | ----- | ----- | ----- | ----- | ----- |
| 2.395 | 1.560 | 1.256 | 1.177 | 1.215 | 1.239 | 1.432 |